# Edi Rada
Edi Rada, född 13 september 1922 i Wien, död 13 juli 1997 i North Vancouver, var en österrikisk konståkare.
Han blev olympisk bronsmedaljör i konståkning vid vinterspelen 1948 i Sankt Moritz.